# کارلوس کوسادا
کارلوس کوسادا (انگلیسی: Carlos Quesada؛ زادهٔ ۳ مهٔ ۱۹۸۵) بازیکن فوتبال اهل اسپانیا است.
از باشگاه‌هایی که در آن بازی کرده‌است می‌توان به باشگاه فوتبال الچه اشاره کرد.